# Олария (Минас-Жерайс)
Олария (порт. Olaria) — муниципалитет в Бразилии, входит в штат Минас-Жерайс. Составная часть мезорегиона Зона-да-Мата. Входит в экономико-статистический микрорегион Жуис-ди-Фора. Население составляет 2320 человек на 2006 год. Занимает площадь 178,493 км². Плотность населения — 13,0 чел./км².

## История
Город основан 30 декабря 1962 года. 

## Статистика
- Валовой внутренний продукт на 2003 год составляет 7 146 303,00 реалов (данные: Бразильский институт географии и статистики).
- Валовой внутренний продукт на душу населения на 2003 год составляет 3090,96 реалов (данные: Бразильский институт географии и статистики).
- Индекс развития человеческого потенциала на 2000 год составляет 0,690 (данные: Программа развития ООН).